# St. Leo (St. Leon-Rot)
St. Leo war ein Kanonikerstift im Gebiet des heutigen St. Leon.
Das Stift wurde um 850 von der Familie des Speyerer Bischofs Gebhart I. gegründet, um Einfluss auf die Siedlungen im Hardtwald zu gewinnen. Es hatte längere Zeit Bestand und wurde zum Namensgeber des sich im 12. Jahrhundert dort bildenden Ortes St. Leo(n). Dieser hatte aber möglicherweise eine frühmittelalterliche Vorgängersiedlung anderen Namens. 
Das Stift erlebte im 12. Jahrhundert seinen Niedergang. Bauliche Reste wurden um 1227 von religiösen Frauen genutzt, die wenig später nach Speyer umzogen und das dortige Reuerinnenkloster begründeten. Ein letzter Nachhall der früheren kirchlichen Bedeutung von St. Leon ist die Nennung als Sitz eines Dekans im Jahr 1316.